# Bataille de Kalisz (1813)
Sixième Coalition
Batailles
Campagne de Russie (1812)
- Liste des batailles
- Mir
- Moguilev
- Ostrovno
- Vitebsk
- Kliastitsy
- Smolensk
- 1re Polotsk
- Valoutina Gora
- Moskova
- Moscou
- Winkowo
- 2e Polotsk
- Maloïaroslavets
- Gorodnia
- Czaśniki
- Viazma
- Smoliani
- Krasnoï
- Bérézina

Campagne d'Allemagne (1813)
- Dantzig
- Lunebourg
- Möckern
- Lützen
- Bautzen
- Reichenbach
- Haynau
- Luckau
- Hoyerswerda
- Lauenbourg
- Goldberg
- Gross Beeren
- Katzbach
- Dresde
- Kulm
- Dennewitz
- Peterswalde
- Liebertwolkwitz
- Leipzig
- Hanau
- Sehested
- Torgau
- Hambourg

Campagne de France (1814)
- Sainte-Croix-en-Plaine
- Besançon
- Mayence
- Metz
- Saint-Avold
- 1re Saint-Dizier
- Brienne
- La Rothière
- Campagne des Six-Jours (Champaubert
- Montmirail
- Château-Thierry
- Vauchamps)
- Mormant
- Montereau
- Bar-sur-Aube
- Saint-Julien
- Laubressel
- Berry-au-Bac
- Craonne
- Coutures
- Laon
- Soissons
- Mâcon
- Reims
- Saint-Georges-de-Reneins
- Limonest
- Arcis-sur-Aube
- Fère-Champenoise
- 2e Saint-Dizier
- Meaux
- Claye
- Villeparisis
- Paris

- Feistritz
- Caldiero (en)
- Trieste
- Mincio

- Hoogstraten (de)
- Anvers
- Berg-op-Zoom
- Courtrai

La bataille de Kalisz est un affrontement de la campagne d'hiver 1812-1813 livré le 13 février 1813 près de Kalisz (en allemand : Kalisch) dans ce qui est alors le duché de Varsovie, principauté dépendant de l'Empire français et du royaume de Saxe. Elle oppose un corps de l'armée saxonne à une avant-garde de l'armée impériale russe dans la dernière phase de la campagne de Russie. Elle s'achève par une victoire russe.

## Contexte
À la suite de la désastreuse retraite de Russie, les restes du 7e corps de la Grande armée, principalement composé de troupes saxonnes avec des éléments français et polonais sous le commandement du général français Jean-Louis-Ébénézer Reynier, se replient dans le duché de Varsovie pour y prendre leurs quartiers d'hiver.
Le corps autrichien commandé par Karl Philipp zu Schwarzenberg, allié de la France, était censé défendre les frontières de la Pologne contre l'avance russe. En fait, Schwarzenberg, à la fin de décembre, a conclu un armistice tacite avec les Russes. Le 25 janvier, il écrit au vice-roi d'Italie Eugène de Beauharnais, commandant en chef des troupes françaises à l'Est, qu'il craint d'être encerclé par des troupes russes très supérieures en nombre et qu'il doit retirer ses troupes en Galicie, possession autrichienne, ce qui laisse Varsovie sans protection. Le corps de Reynier, campé de part et d'autre de Varsovie, se trouve exposé et a ses premiers accrochages avec les éclaireurs russes. Le 30 janvier, Eugène envoie à Reynier l'ordre de se replier vers Kalisz, et aux troupes polonaises commandées par le prince Joseph-Antoine Poniatowski, de se retirer vers Kalisz et Poznań. Le 3 février, il annonce à Reynier qu'il va rappeler les divisions Grenier et Lagrange autour de Poznań et rassembler un corps de 40 000 hommes devant Kalisz.
Le 2 février, l'avant-garde russe commandée par Ferdinand von Wintzingerode, général d'origine allemande, franchit la Vistule sur la glace. Le 5 février, le corps russe de Miloradovitch atteint Praga, faubourg de Varsovie à l'est de la Vistule ; le tsar Alexandre se trouve à Płock, à une centaine de km plus à l'ouest. Le 6 février, les dernières troupes autrichiennes quittent Varsovie dans un mouvement combiné avec l'avance russe. L'administration civile du duché est transférée à Cracovie. Poniatowski, à partir du 3 février, évacue Varsovie en laissant une grosse garnison (4 000 Polonais, 600 Français et 600 Saxons) dans la forteresse de Modlin. Une autre garnison reste en arrière à Zamość. Plusieurs milliers de blessés et malades non transportables sont laissés à Varsovie, en espérant que les Russes en prendraient soin. Les forces d'Eugène sont menacées par l'avance des Russes qui ont mis le siège devant Dantzig et Toruń et se rapprochent de Poznań. Le 9 février, Eugène renonce à défendre Poznań et ordonne aux troupes françaises et polonaises de se replier sur l'Oder ; lui-même, avec les quelques milliers d'hommes qui lui restent, évacue  Poznań dans la nuit du 11 au 12 février et arrive à Francfort-sur-l'Oder le 18.
Le corps de Reynier, qui arrive à Brzeziny le 6 février, reçoit l'ordre de traverser Kalisz sans s'y arrêter et de se rendre à Glogau en Silésie. Poniatowski, qui veut encore rassembler ses recrues avant de quitter la Pologne, reste en retard et se trouve séparé de Reynier. Celui-ci se trouve à Kalisch le 13 février avec 6 000 Saxons, un millier de Français de la division Durutte, plus 2 000 conscrits polonais, mal entraînés et mal équipés pour la plupart, qui ont rejoint les Franco-Saxons en cours de route.
Le corps russe de Wintzingerode, suivi par celui de Miloradovitch, se dirige vers cette ville dans l'espoir de couper la retraite des Franco-Saxons.

## Bataille
Le 13 février, le jour même où le corps franco-saxon commence à s'installer à Kalisch, il est attaqué par la cavalerie de Wintzingerode. Le 7e corps, mal remis de ses épreuves et réduit à une faible partie de son effectif nominal, est pris au dépourvu par l'irruption des Russes. Il prend position en formant des carrés d'infanterie sur les deux rives de la rivière Prosna. Les forces russes se composent d'un corps d'infanterie de 20 bataillons commandés par le général Bakhmetev et de 8 escadrons de cavalerie commandés par Vassili Troubetskoï (ru). La bataille commence vers 3 h de l'après-midi et se poursuit jusqu'à la tombée de la nuit. Les combats les plus acharnés se déroulent autour de la porte de Piskorzewie, à Kalisz. Le régiment saxon Prinz Anton du général Nostitz-Drzewiecky, avec 4 canons, est coupé du reste de l'armée et capturé par les Russes. Un autre régiment saxon, le Prinz Clemens, commandé par Steinel, parvient à s'échapper en traversant la Prosna. Quelques troupes commandées par Heinrich Adolf von Gablenz arrivent à se frayer un chemin jusqu'à la Pilica et à rejoindre les forces de Poniatowski. Le reste des troupes françaises et saxonnes se replie vers Kobyla.

## Conséquences
Après Kalisz, l'armée russe occupe la Pologne centrale à l'exception de quelques forteresses. Les troupes saxonnes se replient vers Torgau. Les restes de la Grande Armée, commandés par le prince Eugène, ne sont pas en mesure d'empêcher les Russes de continuer leurs préparatifs pour la campagne d'Allemagne de 1813. Le roi de Prusse Frédéric-Guillaume III ne tarde pas à ouvrir des pourparlers secrets avec le tsar Alexandre qui aboutiront au traité de Kalisz, le 28 février 1813.

Images
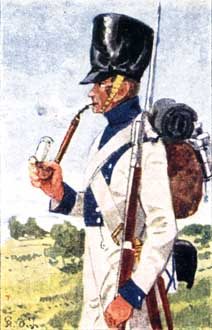
Fantassin saxon du régiment Prinz Anton vers 1813-1815, dessin de Kay Körner.
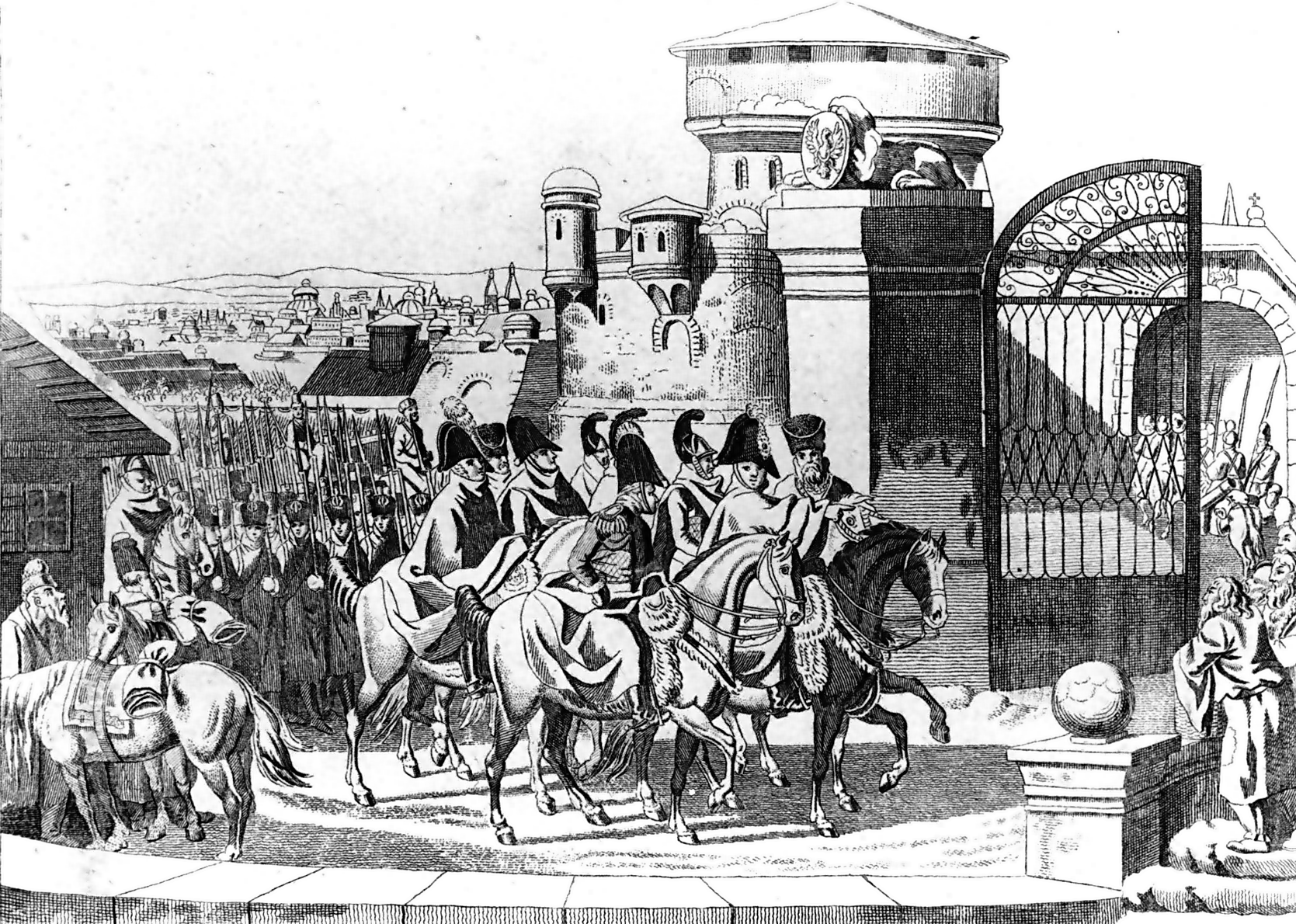
L'armée russe entrant à Varsovie en 1813, gravure de Johann Nussbiegel (1750-1829).
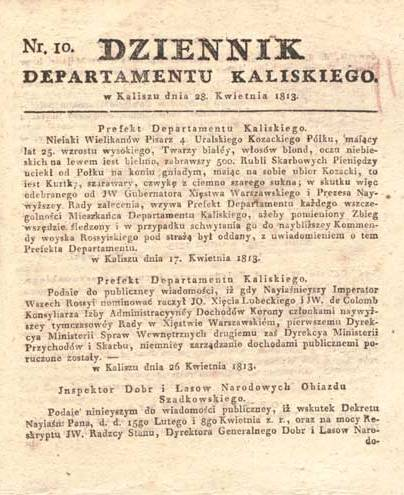
Affiche en polonais annonçant l'occupation de Kalisz par un régiment russe de cosaques de l'Oural, 28 avril 1813.

## Sources et bibliographie
- (de) Cet article est partiellement ou en totalité issu de l’article de Wikipédia en allemand intitulé « Schlacht bei Kalisch (1813) » (voir la liste des auteurs) dans sa version du 29 octobre 2018.
- Jean-Baptiste-Adolphe Charras, Histoire de la guerre de 1813 en Allemagne, t. 2, Leipzig, Brockhaus (1re éd. 1866) (BNF 30225194, lire en ligne), p. 131 à 135.